# Jeremy Silman
Jeremy Silman (Del Rio, 28 de agosto de 1954 – Los Angeles, 22 de setembro de 2023) foi um Mestre Internacional de xadrez americano. Ele venceu o Campeonato Aberto de Xadrez dos Estados Unidos, o Aberto Americano, e o Aberto Nacional, e foi treinador da equipe de xadrez júnior do país.
Silman escreveu 35 livros, a maioria sobre xadrez, embora também tenha escrito livros em apostas em cassinos. Silman também atuou como um consultor de xadrez no filme Harry Potter e a Pedra Filosofal de 2001. Silman contribuiu para várias revistas de xadrez, tais como New in Chess.
Em seus livros, Silman analisa posições de acordo com a "falta de balanceamento" existente na posição, propondo que jogadores planejem suas jogadas de acordo com tais posições. Um bom plano, de acordo com Silman, é um que enfatiza os aspectos positivos da falta de balanceamento resultante. Tais faltas são, em ordem decrescente de importância:
- Iniciativa: Silman nota que este aspecto, em conjunto com desenvolvimento superior, é uma falta de balanceamento dinâmico que deve ser usado para evitar que a vantagem acabe.
- Material: Silman argumentou em The Art of Planning que esta é a falta de balanceamento mais importante pois possui um impacto em qualquer fase do jogo.[5]
- Estrutura de peões
- Controle de linhas e quadrados.
- Peças menores superiores: especificamente, a mobilidade relativa dos cavalos e bispos.
- Desenvolvimento